# Sima Rangju
Sima Rangju (chinês tradicional: 司馬穰苴) ou Tian Rangju (chinês tradicional: 田穰苴) (datas de nascimento e morte desconhecidas) foi um famoso general militar chinês do Período das Primaveras e Outonos, frequentemente visto como sucessor espiritual de Jiang Ziya. Serviu no Estado de Qi, defendendo-o dos estados de Jin e Yan, chegando ao posto de Da Sima (Ministro da Guerra). Por isso, às vezes é chamado de Sima Rangju. Mais tarde, foi dispensado pelo Duque Jing de Qi, que aparentemente deu ouvidos a hipócritas acusando falsamente Rangju. Deprimido, adoeceu e morreu. Pouco se sabe sobre sua vida devido à falta de registros históricos, mas suas ideias foram transmitidas. Seus escritos foram posteriormente compilados em um livro chamado Os Métodos de Sima. Ele foi muito elogiado por Sima Qian, famoso historiador chinês.

## Vida
Yan Ying, Primeiro-Ministro do Duque Jing de Qi, recomendou Rangju ao duque, que o nomeou general. Ele recebeu a ordem de restaurar terras perdidas para os estados de Jin e Yan. A fim de consolidar seu prestígio no exército, ele sugeriu ao Duque que enviasse alguém para supervisionar suas ações. O Duque enviou Zhuang Gu (庄贾) como supervisor. Zhuang Gu era muito arrogante e chegou atrasado a uma parada militar. Rangju, seguindo os regulamentos, ordenou que Zhuang Gu fosse executado. Quando um mensageiro enviado por Zhuang Gu exibiu um documento que conferia a Zhuang Gu o comando do exército, Rangju disse: “Quando o general está no comando de um exército, ele pode desobedecer às ordens do Rei”. Então ele perguntou a um oficial da lei: “Que punição merece quem galopa no acampamento militar?” A resposta foi “execução”. Rangju então executou o mensageiro por cavalgar livremente dentro do acampamento, matando também seu cavalo e destruindo sua carruagem.
Rangju aplicou as leis de maneira justa, e sua reputação cresceu rapidamente no exército. Ele derrotou os exércitos de Jin e Yan, restaurando as terras perdidas. Foi promovido a Da Sima (Ministro da Guerra). O Clã Tian, ao qual ele pertencia, também se fortaleceu. Outras famílias de Qi, incluindo Bao (鲍), Gao (高) e Guo (国), consideravam-no uma ameaça e fizeram falsas alegações contra Rangju diante do Duque. Ao final, o Duque dispensou Rangju, que morreu pouco depois. O sucessor do clã Tian, Tian Qi (田乞), passou a desprezar essas três famílias. O filho de Tian Qi, chamado Tian Chang (田常), mais tarde exterminou as três famílias.
O bisneto de Tian Chang, Rei Wei de Qi, organizou as obras de Rangju e elas ficaram conhecidas como Preceitos da Guerra, também chamado de Os Métodos de Sima.